# Saint-Raphaël
Saint-Raphaël [sɛ̃ ʁafaɛl] (okzitanisch Sant Rafèu) ist eine französische Gemeinde und Hafenstadt mit 36.632 Einwohnern (Stand 1. Januar 2022) an der Mittelmeerküste (Côte d’Azur) im Département Var in der Region Provence-Alpes-Côte d’Azur. Sie gehört zum Arrondissement Draguignan, das Bureau centralisateur des gleichnamigen Kantons befindet sich in der Gemeinde. Außerdem ist Saint-Raphaël der Sitz des Gemeindeverbands Estérel Côte d’Azur Agglomération. Die Bewohner werden Raphaëlois und Raphaëloises genannt.
Die Gemeinde erhielt 2023 die Auszeichnung „Drei Blumen“, die vom Conseil national des villes et villages fleuris (CNVVF) im Rahmen des jährlichen Wettbewerbs der blumengeschmückten Städte und Dörfer verliehen wird.

## Geografie

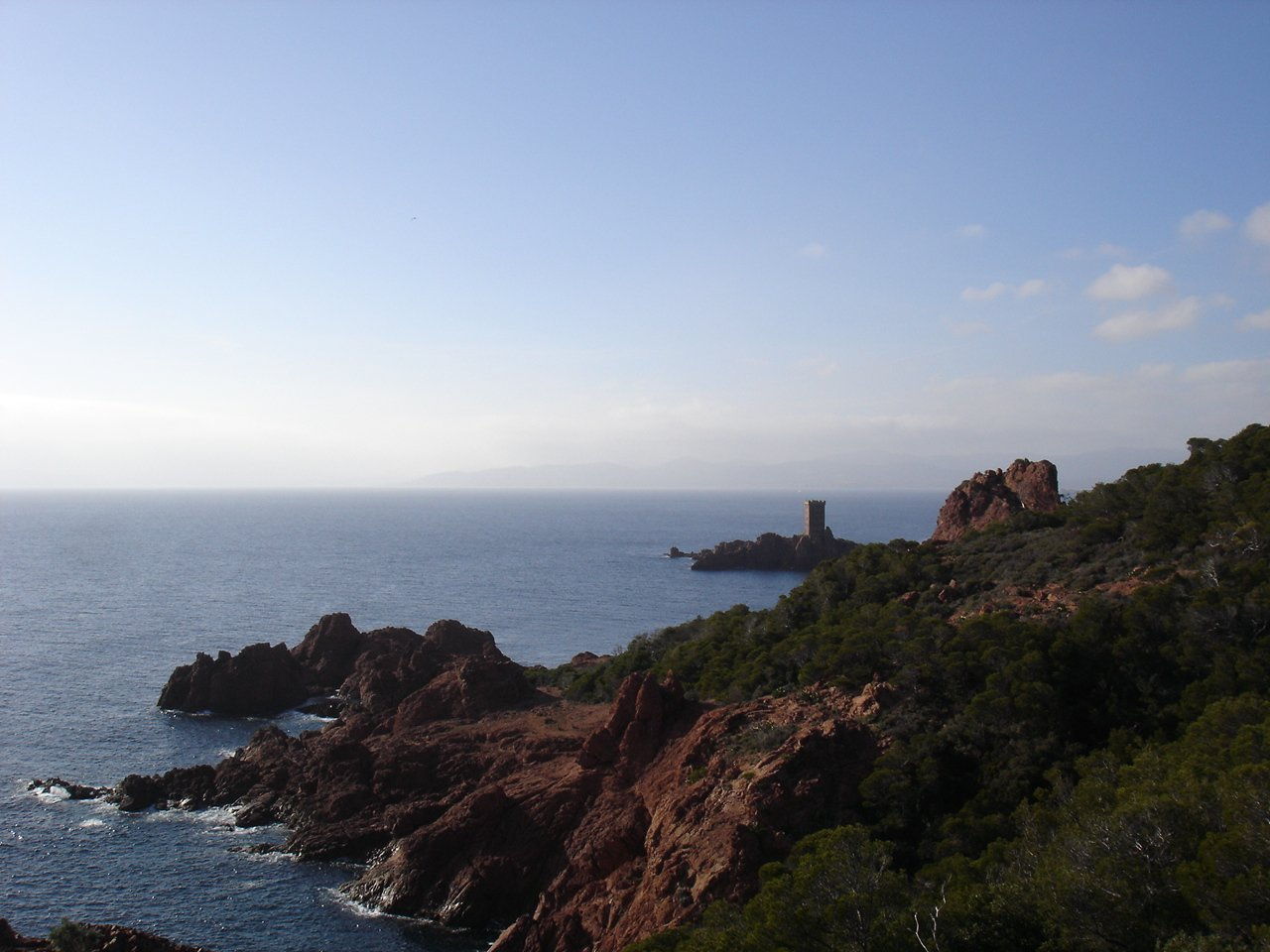
Küste am Cap Dramont bei Saint-Raphaël

Saint-Raphaël ist die östlichste Gemeinde des Départements Var. Sie liegt südwestlich von Cannes (24 Kilometer Luftlinie) und nordöstlich von Saint-Tropez (20 Kilometer Luftlinie) und ist sowohl Seebad als auch Winterkurort. Die Stadt liegt in der Bucht Baie de Saint-Raphaël und ist im Westen mit Fréjus zusammengewachsen. Im Osten grenzt sie an Agay, getrennt durch den Berg Le Dramont. Im Südosten der Stadt (6,5 Kilometer Luftlinie) bei Le Dramont liegt gut vom Strand sichtbar die Insel Île d’Or. Der Stadtstrand ist sandig. Auf der weiteren Küste Richtung Cannes, auch Les Calanques  genannt, bestehen vorwiegend felsige Ufer mit mehreren kleineren Felsinseln. Die kleinbuchtigen Strände östlich vom großen Jachthafen Santa Lucia werden im Sommer stark besucht, da dieser Küstenabschnitt von teils sehr luxuriösen Sommerresidenzen, wie z. B. in Boulouris, geprägt ist.

## Geschichte
Nach der Befreiung Frankreichs von der deutschen Besatzung im Zweiten Weltkrieg wurden die afrikanischen Hilfstruppen der Tirailleurs sénégalais kaserniert und die Militärführung ließ sie teils monatelang in der Kaserne Gellieni in Fréjus auf ihre Heimreise nach Westafrika warten. Weil die Militärpolizei drei Soldaten beschuldigte, in Saint-Raphaël für Unruhe gesorgt zu haben, kam es am 19. August 1945 zu einem Vorfall, bei dem sie einen Soldaten tötete, was die Armee später als Unfall darstellte. Soldaten aus der Kaserne eilten herbei, um sich zu rächen und lieferten sich bis in die Nacht Kämpfe mit der Polizei. Dabei starben zwei Zivilisten und ein Angehöriger der Gendarmerie.

## Bevölkerungsentwicklung
| Jahr      | 1962   | 1968   | 1975   | 1982   | 1990   | 1999   | 2006   | 2009   | 2019   |
| Einwohner | 13.425 | 17.844 | 21.080 | 24.118 | 26.616 | 30.233 | 33.804 | 34.269 | 36.027 |

## Sehenswürdigkeiten
- Die Kirche San Rafeu, die im 12. Jahrhundert im romanisch-provenzalischen Stil errichtet wurde, diente auch als Festung. Da der Turm an die militärischen Bauwerke der Templer erinnert, wird die Kirche teilweise fälschlich als Templerkirche bezeichnet. Vom Kirchturm aus bietet sich ein sehenswertes Panorama über die Stadt, die moderne Kirche im byzantinischen Stil, den Golf von Fréjus und den Strand sowie das Maurenmassiv im Hinterland. Bei klarem Wetter sieht man in 40 Kilometer Entfernung (Luftlinie) den Berg Montagne de Lachens (mit 1712 m der höchste Punkt im Département).

- Die Basilika Notre-Dame de la Victoire wurde in der Mitte des 19. Jahrhunderts erbaut, um an den Sieg der christlichen Mittelmeermächte gegen die Flotte Sultan Selims II. unter Admiral Ali Pascha in der Seeschlacht von Lepanto zu erinnern. Erst im Jahr 2004 wurde der Kirche von Johannes Paul II. der Titel Basilika verliehen.

- Die Dolmen de la Gastée (auch Dolmen de la Gastet) und Dolmen de la Valbonette sind neolithische Megalithanlagen.

Die Menhire von Veyssières stehen in Saint-Raphaël.
- Musée Louis-de-Funès (2019 eröffnet)

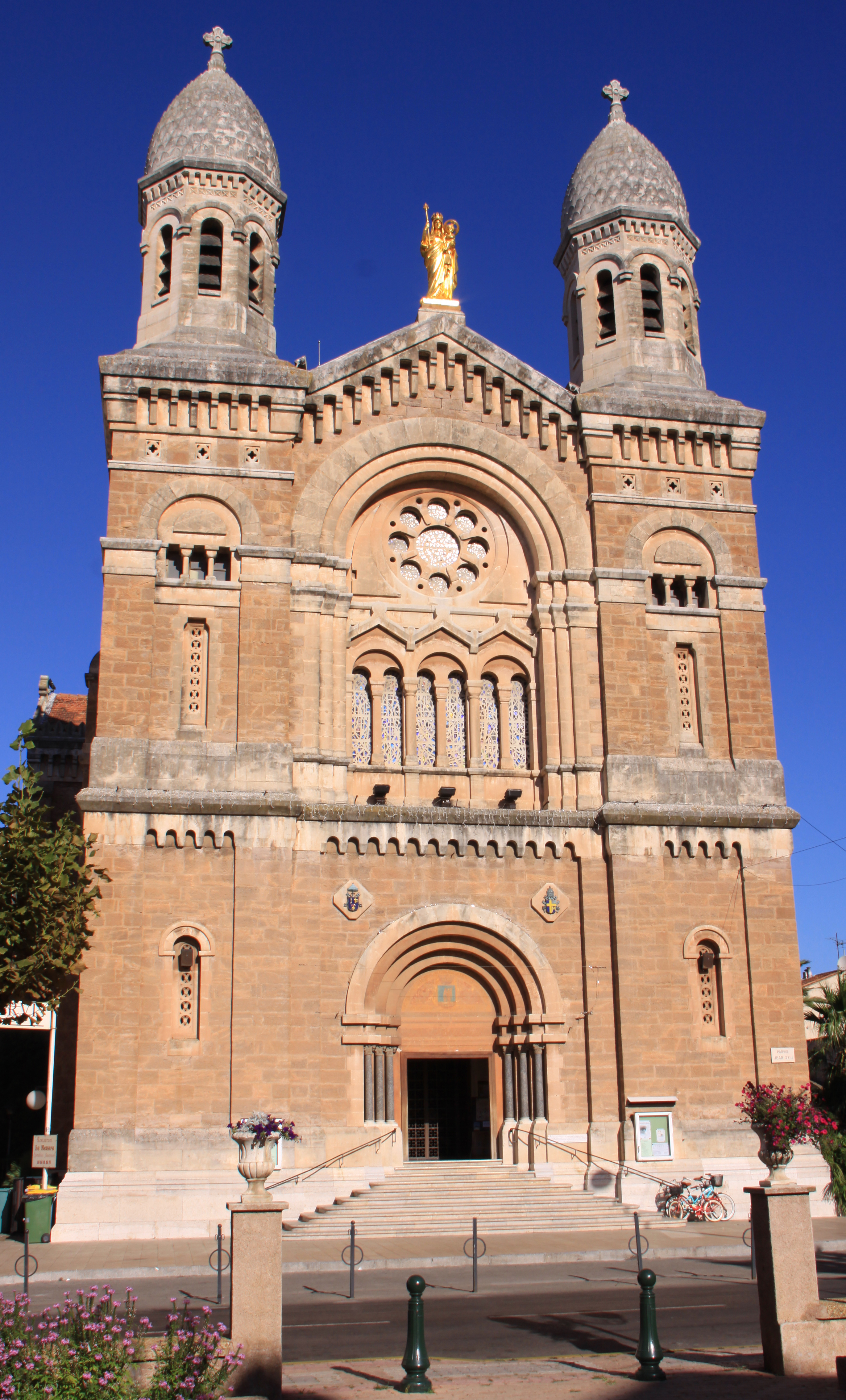
Die an den Sieg bei Lepanto erinnernde Kirche Notre Dame de la Victoire
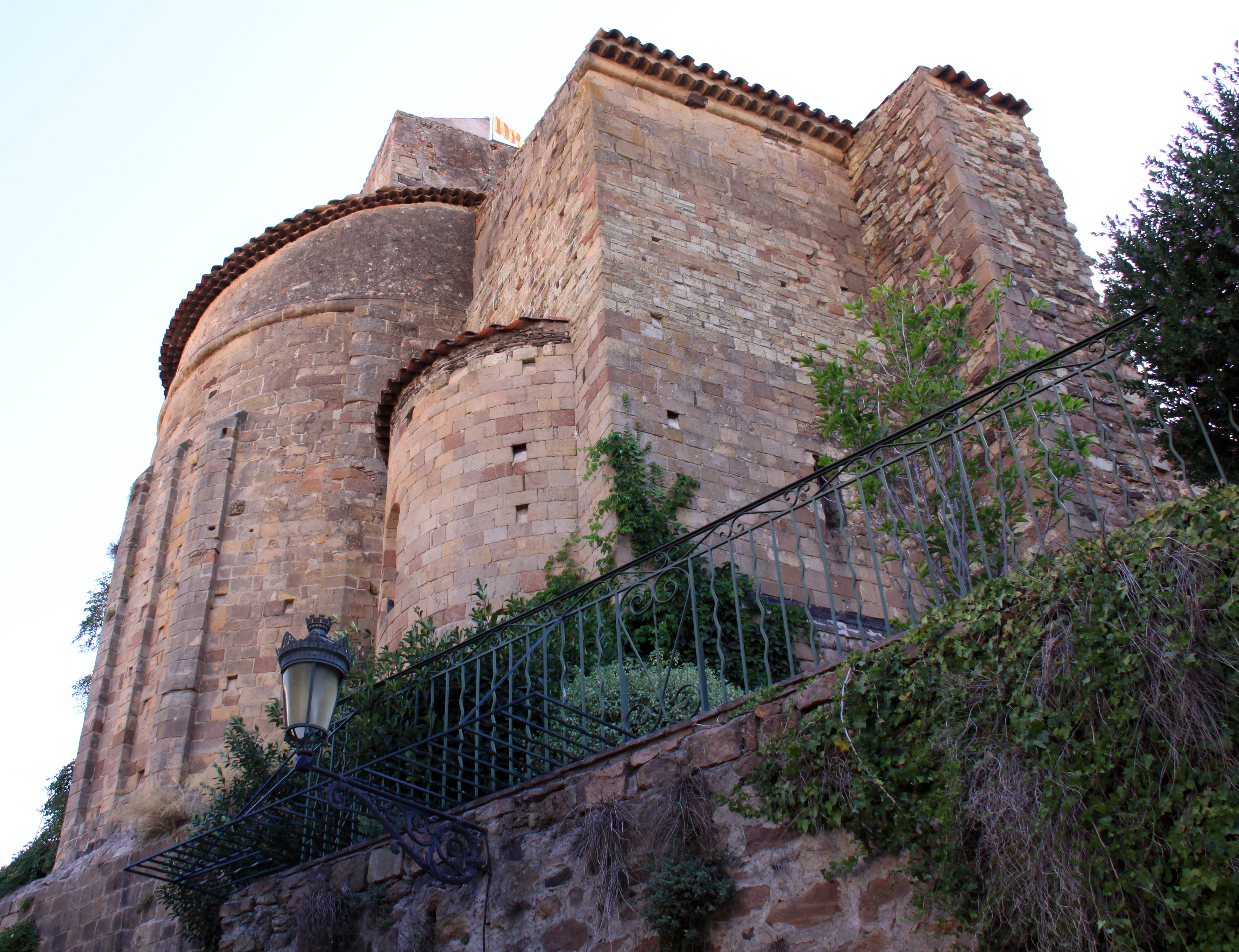
In die Kirche San Rafeu gebauter Turm
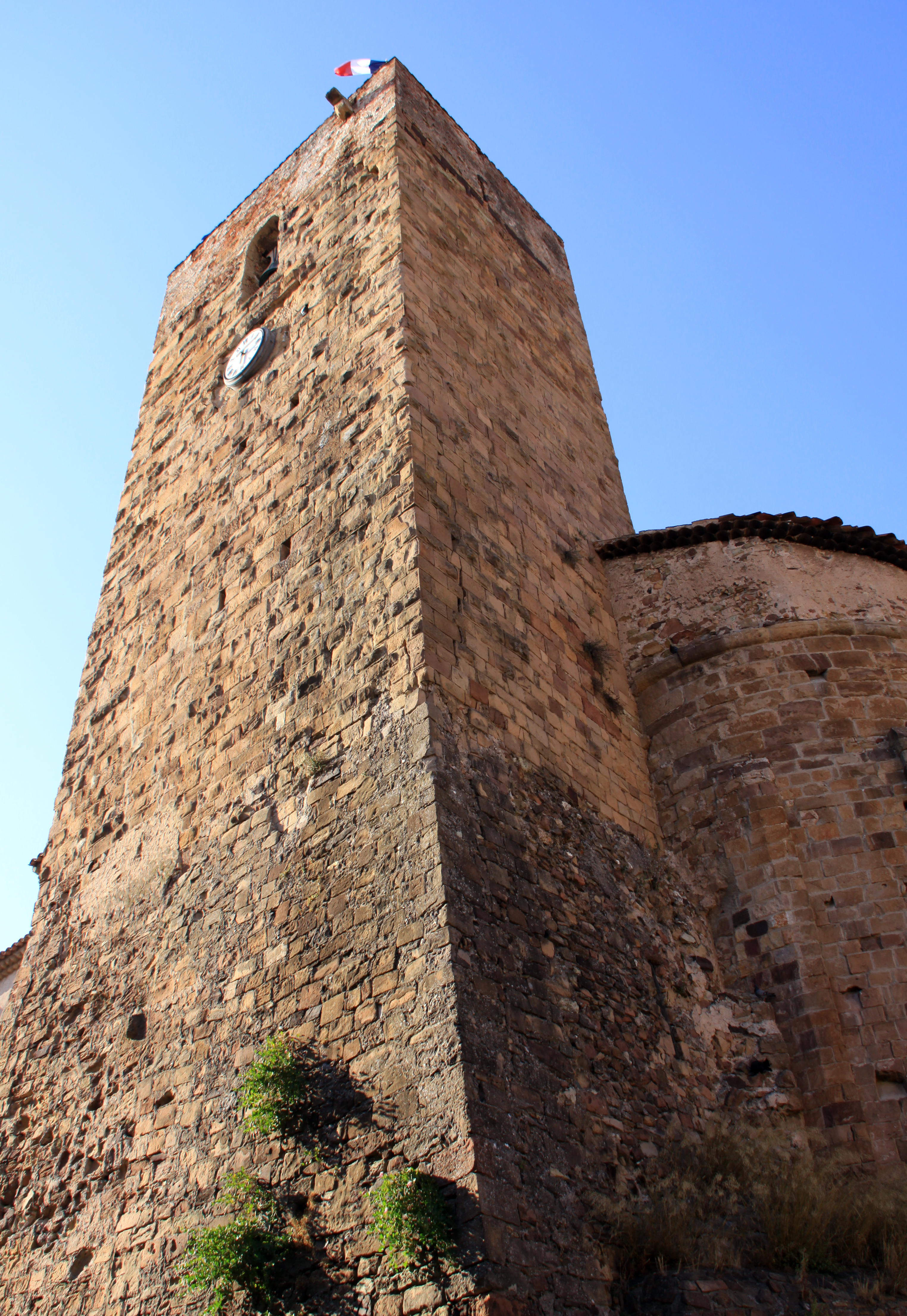
Der mittelalterliche Wachturm von Saint-Raphaël
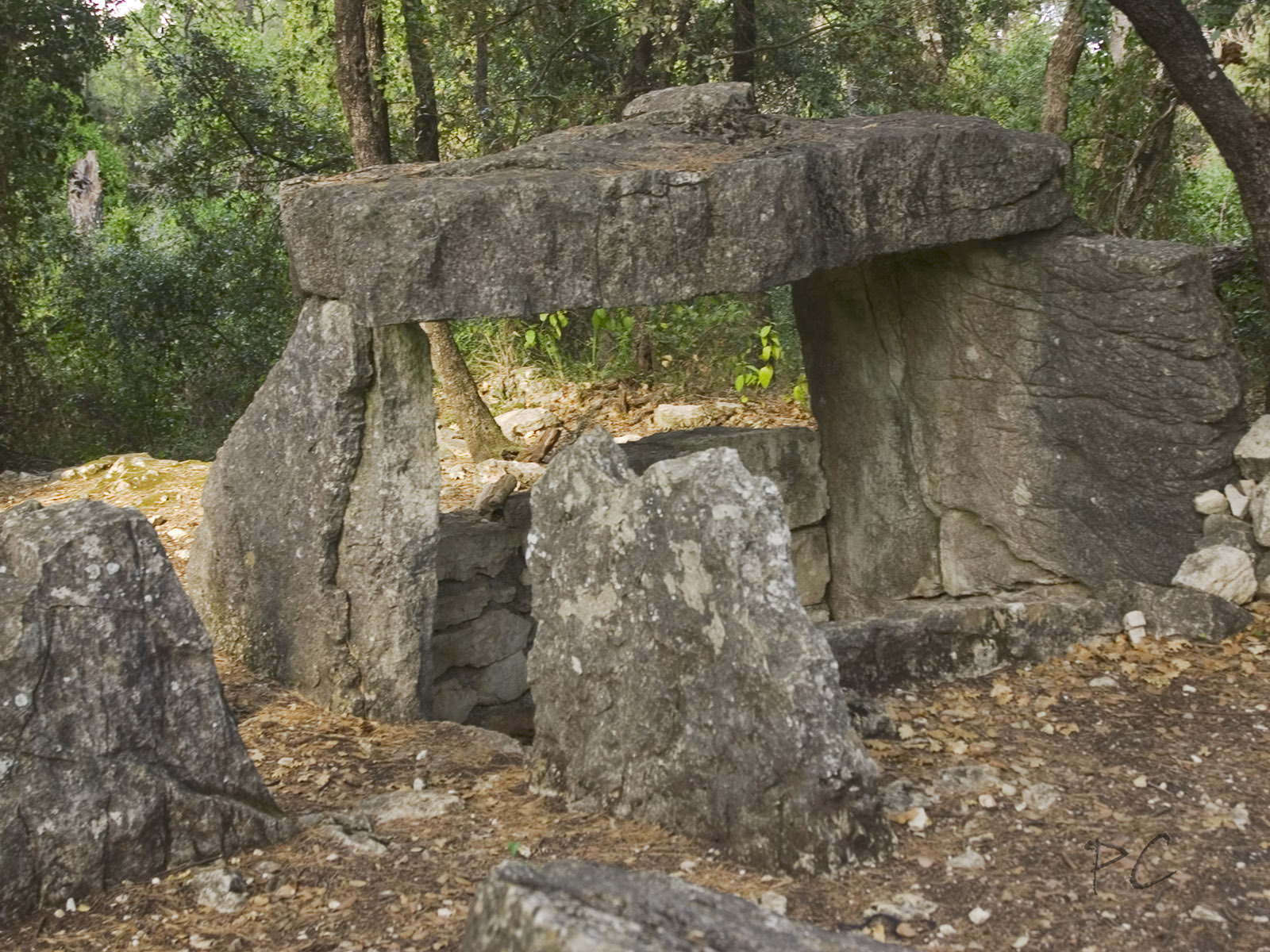
Dolmen de la Gastée
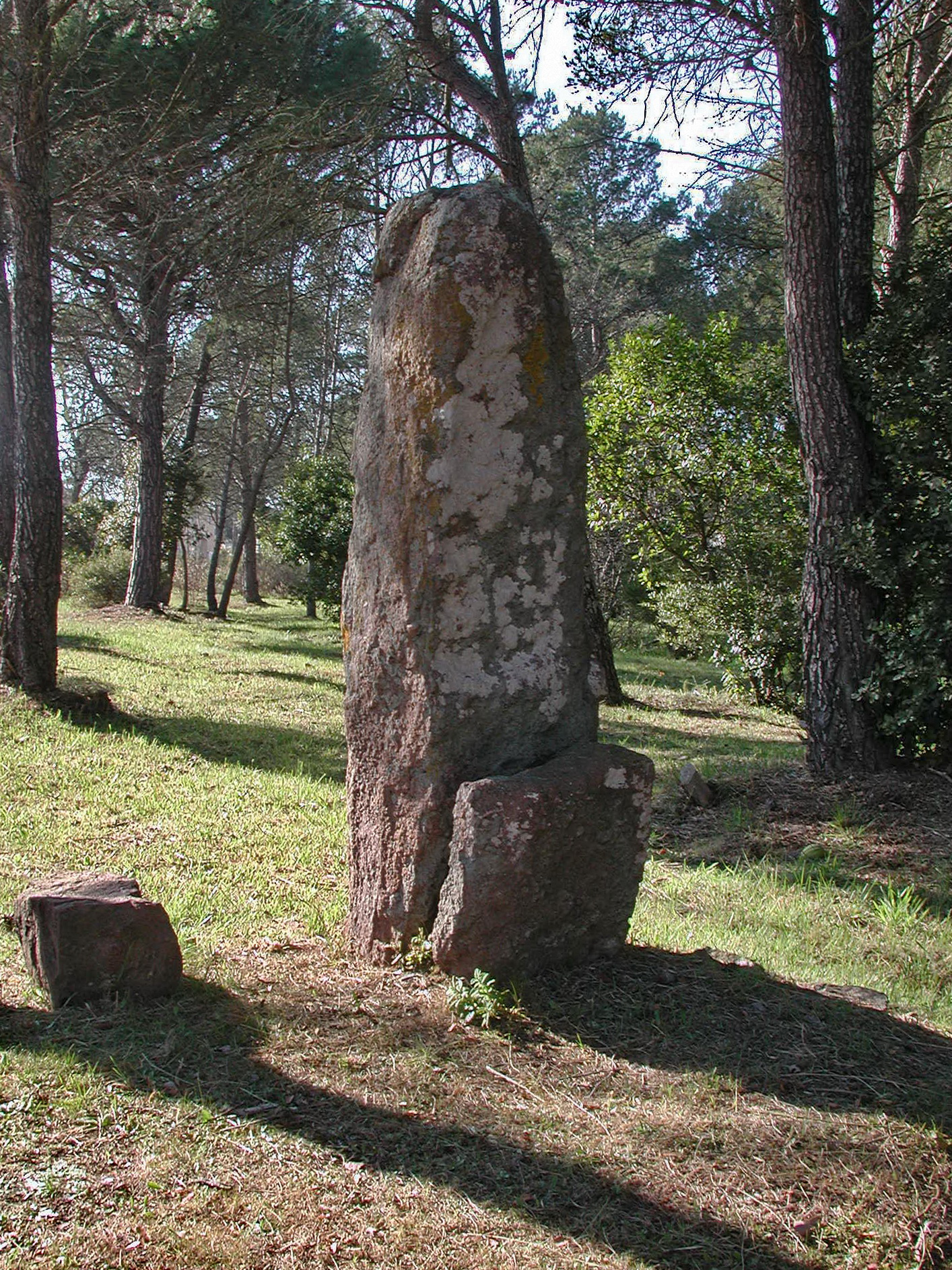
Menhir 1 von Veyssières
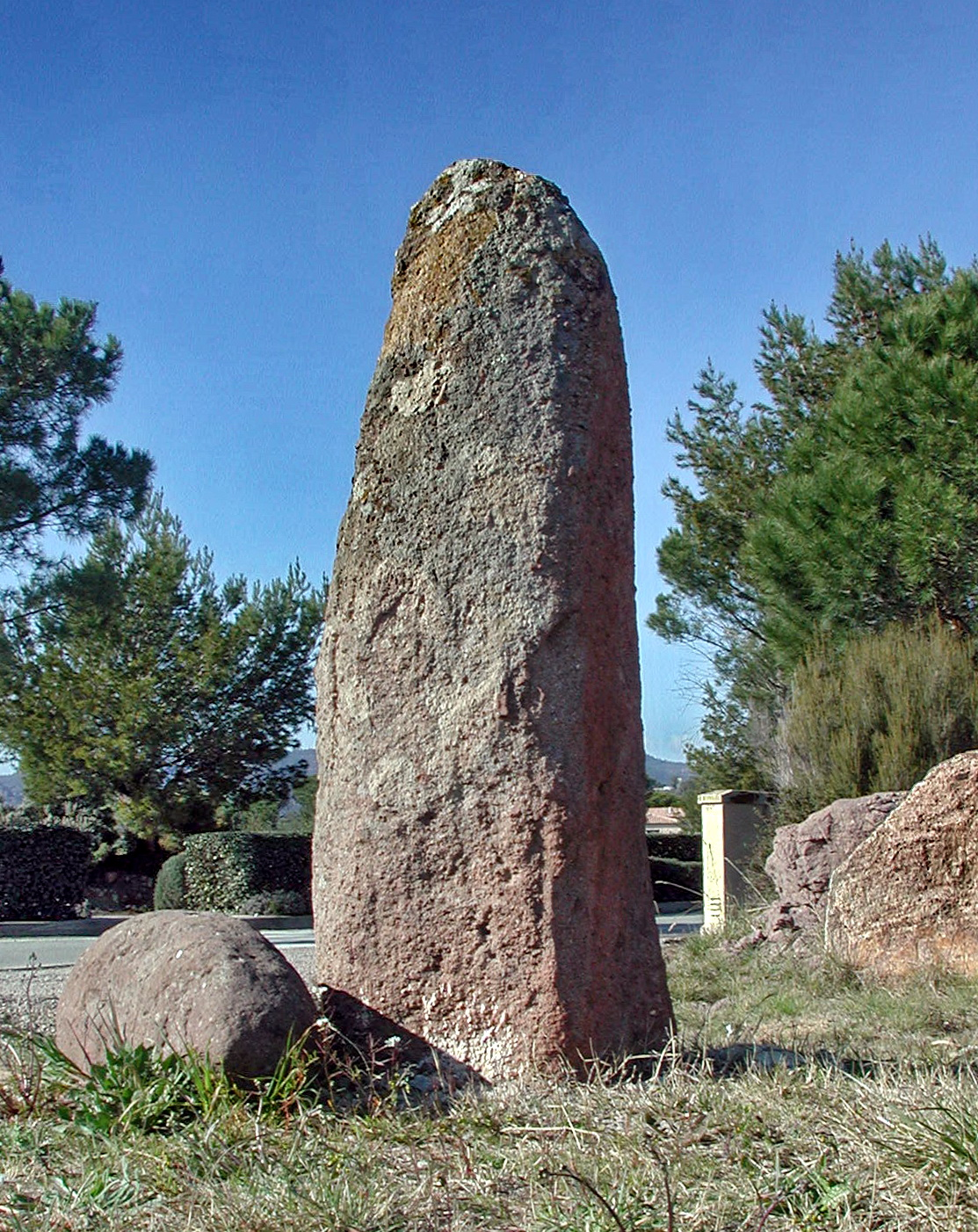
Menhir 21 von Veyssières

## Verkehr

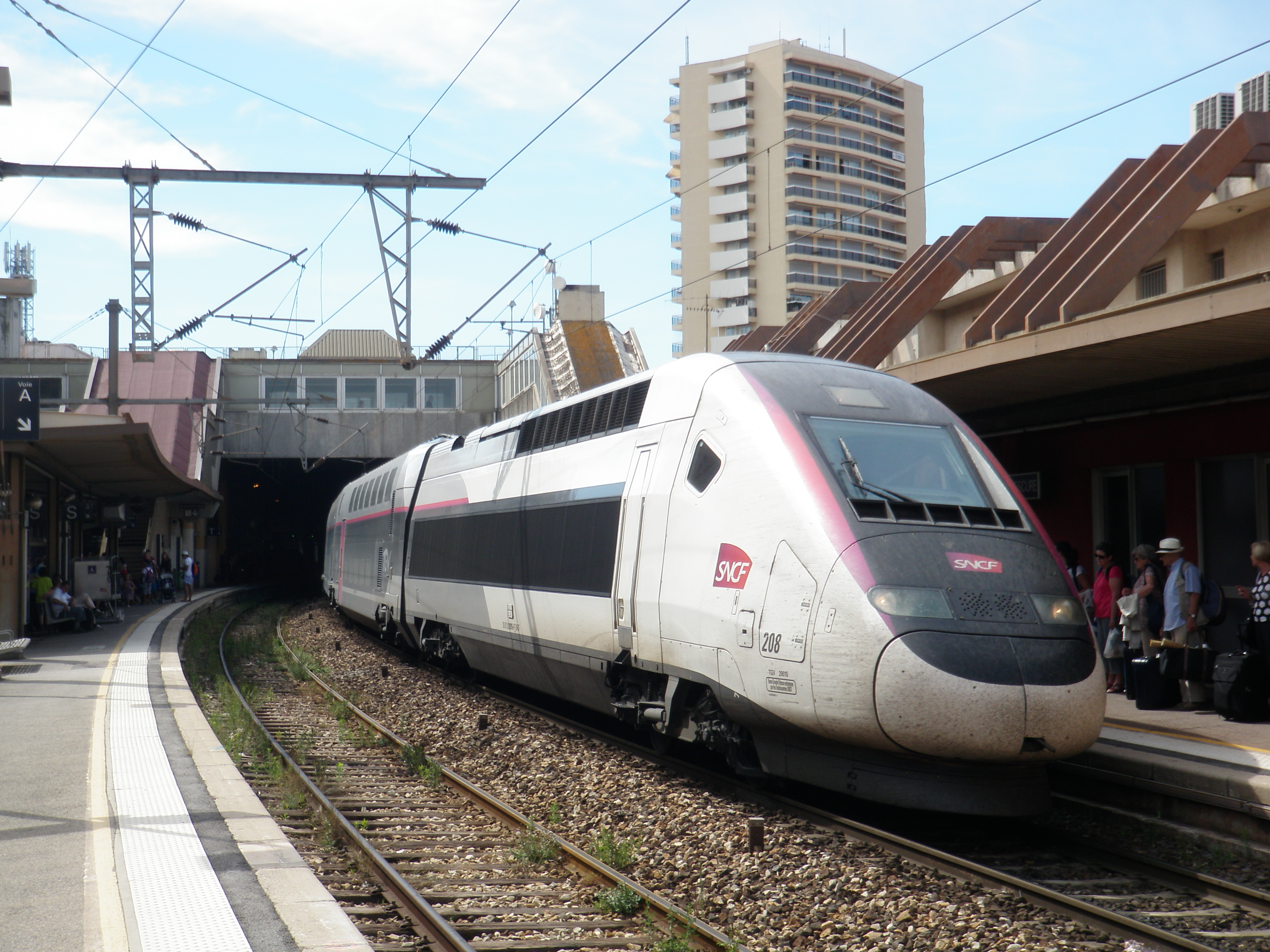
TGV Duplex im Bahnhof Saint-Raphaël-Valescure

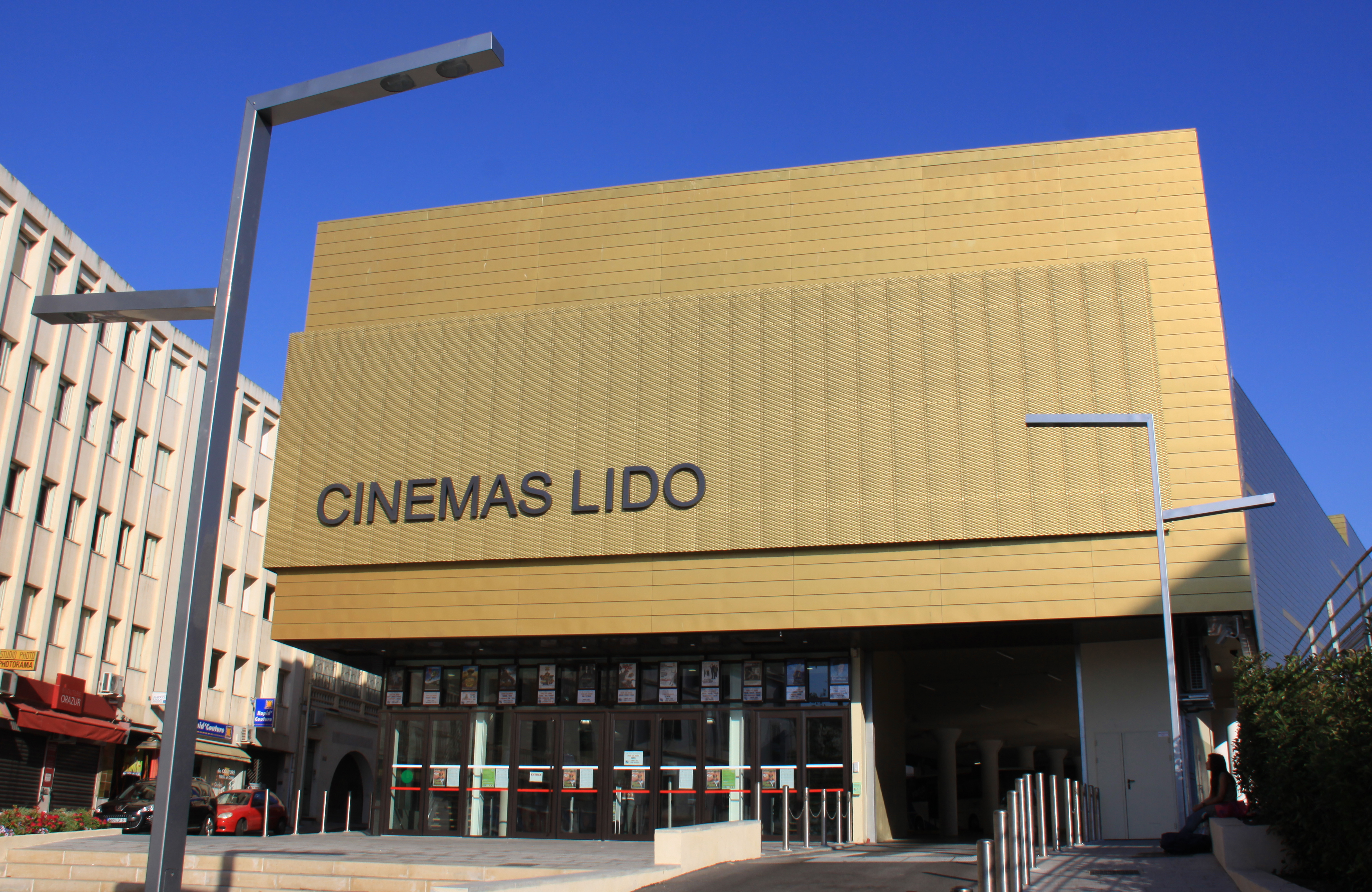
Der 2010 in Betrieb genommene Busbahnhof neben dem Bahnhof

Die Stadt hat einen Bahnhof (Saint-Raphaël-Valescure) an der Bahnstrecke Marseille–Ventimiglia, die in diesem Abschnitt im Jahr 1863 von der Compagnie des chemins de fer de Paris à Lyon et à la Méditerranée (PLM) eröffnet wurde. Er wird von TGV-Hochgeschwindigkeitszügen der Relation Paris–Nizza, Nachtreisezügen und Regionalzügen des TER Provence-Alpes-Côte d’Azur bedient. Weitere Bahnstationen mit TER-Halten im Gebiet der Gemeinde Saint-Raphaël sind Boulouris-sur-Mer, Dramont, Agay, Anthéor-Cap-Roux und Trayas.
Die ehemalige Nationalstraße N 7 durch Saint-Raphaël wurde 1933 ins Landesinnere verlegt, die N 98 im Jahr 2006 zur Departementsstraße D 559 abgestuft. Nächste Autobahn ist die A 8 mit den Anschlussstellen 37 Fréjus und 38 Saint-Raphaël.

## Städtepartnerschaften
Saint-Raphaël unterhält Städtepartnerschaften mit Dschermuk in Armenien, dem belgischen Gent, dem deutschen St. Georgen im Schwarzwald und dem israelischen Tiberias.

## Söhne und Töchter der Stadt
- Maurice Bonney (1899–1951), Radrennfahrer
- Louis Cler (1905–1950), Fußballspieler
- Léon Landini (* 1926), Widerstandskämpfer gegen den Nationalsozialismus
- Capucine (1928–1990), Schauspielerin
- Patrick Mauriès (* 1952), Schriftsteller, Literaturkritiker und Journalist
- William Abadie (* 1977), Schauspieler
- Camille Donat (* 1988), Triathletin
- Mélissa Petit (* 1990), Sopranistin
- Earvin N’Gapeth (* 1991), Volleyball-Nationalspieler
- Cindy Bruna (* 1994), Model